# Bohuslav Hostinský
Bohuslav Hostinský est un mathématicien, physicien et enseignant tchèque né le 5 décembre 1884 à Prague et mort le 12 avril 1951 à Brno.

## Biographie
Le père de Bohuslav Hostinský, l'historien et musicologue Otakar Hostinský (cs), était professeur d'esthétique à l'Université Charles de Prague. Il était l'aîné de quatre frères et sœurs. Après avoir terminé ses études secondaires, il a étudié les mathématiques et la physique à la Faculté des arts de Prague. 
En 1907, il obtint un doctorat en philosophie et la même année, il devint professeur suppléant au Lycée de Novy Bydzov, d'où il passa au Lycée de Roudnice en avril 1908, puis à Prague au Lycée de Copenhague. Durant l'année académique 1908–1909, il étudie à la Sorbonne à Paris et ce séjour influence ses travaux ultérieurs. Il a été habilité en janvier 1912 pour les mathématiques supérieures à l'Université de Prague. Le 9 août 1920, il est nommé professeur titulaire de physique théorique à la faculté des sciences de l'Université Masaryk de Brno et directeur d'un institut. Il y resta jusqu'à sa mort.
Bohuslav Hostinský s'est d'abord concentré sur la géométrie différentielle, puis sur les chapitres de mathématiques relevant de la physique théorique. Il s'intéressait à la théorie cinétique des gaz, au calcul des probabilités et à la théorie des oscillations. Il a étudié les travaux du mathématicien russe Andreï Markov et a attiré l'attention sur eux. Ses travaux sur les probabilités de transition et les chaînes de Markov ont ensuite été développés par de nombreux experts étrangers.
De la création de la Faculté des sciences à 1948 (sauf en 1934-1939), il a été éditeur des journaux publiés par la faculté. Il fut plusieurs fois doyen de la Faculté des sciences et recteur de 1929 à 1930. Membre de nombreuses sociétés scientifiques, il est devenu en 1933 membre de l'Académie tchèque des sciences et des arts. Il participa activement aux activités du département de Brno de l'Union des mathématiciens et physiciens tchèques, dont il fut le président durant les années difficiles de 1942 à 1945.
La correspondance entre Wolfgang Doeblin et Bohuslav Hostinský a été analysée par l'historien des mathématiques Laurent Mazliak dans un article de 2004.

## Publications
Il a publié environ 140 ouvrages dont:
- Géométrie différentielle des courbes et des surfaces
- Mécanique des corps rigides
- Probabilités géométriques
- Opérations infinitésimales linéaires
- A propos des polygones et des polyèdres[4]

### Sélection d'ouvrages
- Sur les propriétés de la sphère qui touche quatre plans tangents consécutifs d'une surface développable,  Prague, Paris, Librairie Edouard Privat, 1920.
- Notes sur l'équation de Fredholm, Brno, Přírodovědecká fakulta, 1921.
- Les fonctions fondamentales du problème de Dirichlet, Brno, Přírodovědecká fakulta, 1924.
- O činnosti Karla Vorovky ve filosofii matematiky, Prague, Nákladem vlastním, 1929.
- Sur la théorie de la diffusion, Paris, Gauthier-Villars, 1931.
- Méthodes générales du calcul des probabilités, Paris, Gauthier-Villars, 1931.
- Sur les quatre sommets d'un ovale, Prague, Jednota Ceskoslovenskych matematiku a fysiku, 1935.
- Václav Posejpal (cs), V Praze : Nákladem České akademie věd a umění, 1936.
- Le problème de Cauchy pour les équations différentielles linéaires, Brno, 1936.
- Sur les probabilités relatives aux variables aléatoires liées entre elles : applications diverses, Paris, Institut Henri-Poincaré, 1937.
- Le principe ergodique et les probabilités en chaîne, avec Eberhard Hopf, Octav Onicescu et Vsevolod Romanovsky[5], Paris, Hermann, 1938.
- Opérations infinitésimales linéaires : applications aux équations différentielles et fonctionnelles, avec Vito Volterra, Paris, Gauthier-Villars, 1938.
- Équations fonctionnelles relatives aux probabilités continues en chaîne, Paris, Hermann, 1939.